# Dasineura acaciaelongifoliae
Dasineura acaciaelongifoliae är en tvåvingeart som först beskrevs av Frederick Askew Skuse 1890.  Dasineura acaciaelongifoliae ingår i släktet Dasineura och familjen gallmyggor. Inga underarter finns listade i Catalogue of Life.